# خانه زعفرانیه
 خانه زعفرانیه  واقع در شهر بندرعباس در بخش مرکزی از توابع شهرستان بندرعباس در استان هرمزگان و یکی از نقاط دیدنی استان هرمزگان در جنوب ایران است.
این بنا مربوط به دوره صفویه بوده و مصالح بکار رفته در ساخت آن سنگ‌های مرجانی و ملات ساروج می‌باشد.